# Jürgen Schmude
Jürgen Dieter Paul Schmude (ur. 9 czerwca 1936 w Insterburgu, zm. 3 lutego 2025) – niemiecki polityk, działacz Socjaldemokratycznej Partii Niemiec.

## Życiorys
W latach 1969–1994 pełnił mandat deputowanego do Bundestagu. Był ministrem kolejno: edukacji i nauki (1978–1981), sprawiedliwości (1981–1982) oraz spraw wewnętrznych (1982). Od 1985 do 2003 sprawował funkcję prezesa Synodu Kościoła Ewangelickiego w Niemczech.